# مولد ساعت

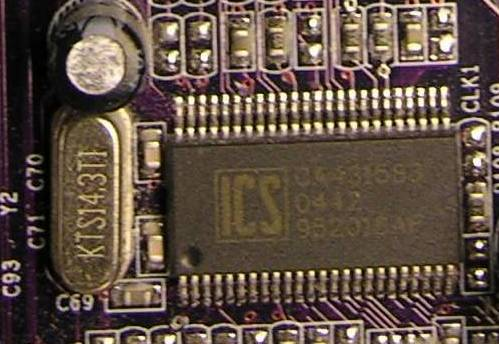
مولد پالس ساعت یک رایانه رومیزی مبتنی بر چیپ ICS 952018AF و تشدید کننده ۱۴٫۳ مگاهرتز (سمت چپ)

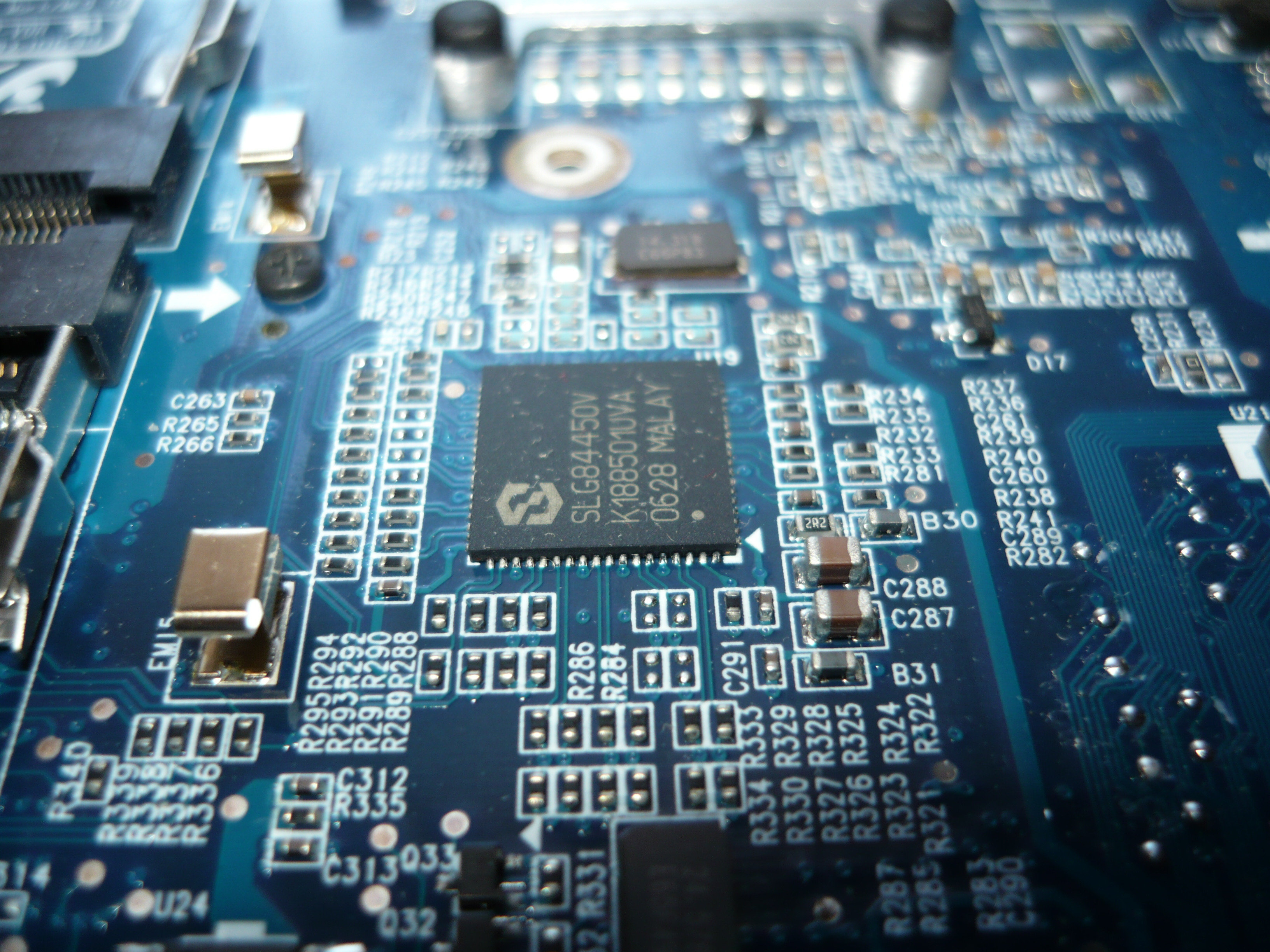
مولد پالس ساعت یک لپ تاپ شخصی، مبتنی بر چیپ سیلگو

مولد ساعت (به انگلیسی: clock generator) یا مولد پالس ساعت در واقع نوعی نوسان‌ساز است که وظیفه تولید سیگنال ساعت برای هماهنگ سازی عملکرد یک مدار الکترونیکی، را برعهده دارد.
سیگنالهای تولید شده می‌توانند از موجهای مربعی متقارن تا آرایش‌های بسیار پیچیده‌تر متغیر باشند.
قسمت اصلی و مشترک بین تمام مولدهای پالس ساعت یک مدار رزونانس و یک آمپلی فایر است.
مدار رزونانس معمولاً یک نوسان ساز کوارتزی پیزوالکتریک است گرچه مدارهای ساده‌تر از جمله مدارهای LC یا مدارهای RC ممکن است استفاده شوند.
مدار آمپلی فایر معمولاً سیگنال خروجی از نوسان ساز را معکوس می‌کند و بخشی از آن را جهت تغذیه به نوسان ساز برمی‌گرداند تا نوسان ادامه پیدا کند.
مولد ممکن است بخش‌های اضافی جهت تغییر سیگنال اولیه تولید شده توسط نوسان‌ساز داشته باشد. برای مثال پردازنده اینتل ۸۰۸۸ دارای دوره کاری ۲/۳ است درحالی که دوره کاری رایج نوسان‌سازها ۵۰/۵۰ است پس مولد پالس ساعت باید شامل قسمت‌هایی جهت تغییر دوره کاری باشد.
بعضی دیگر از این بخش‌های اضافی مدارهایی مثل تقسیم کننده فرکانس و چند برابر کننده فرکانس هستند. ساعت‌های قابل برنامه نویسی اجازه می‌دهند که عدد به کار رفته در تقسیم کننده و چند برابر کننده تغییر کند. این تغییر اجازه می‌دهد که بتوان بدون تغییر سخت‌افزار دامنه وسیعی از فرکانس های خروجی را انتخاب کرد.
مولد پالس ساعت در مادربورد اغلب توسط کابران حرفه‌ای، برای کنترل سرعت قطعاتی چون CPU،  FSB، GPU و همچنین RAM، تغییر می‌کند. به‌طور معمول متغیرهای مولد قابل برنامه نویسی توسط بایوس و در زمان راه‌اندازی مقدار می‌گیرند گرچه بعضی سیستم‌ها از درجه‌بندی پویای بسامد (dynamic frequency scalling) پشتیبانی می‌کنند که در اینگونه سیستم‌ها مقادیر مولد به طور مکرر مقدار می‌گیرند.

## برخی از انواع مولد پالس ساعت
- مولد پالس نوری: این نوع مولد معادل با ژنراتورهای پالس الکتریکی به همراه ویژگی های کنترل میزان تکرار، تأخیر، عرض و دامنه است. خروجی در این حالت به طور معمول یک ال‌ئی‌دی ساده است.

- مولد پالس چند کاناله: یک خانواده جدید از مولدهای پالس است که می تواند چندین کانال با عرض، تأخیر، خروجی و قطب های مستقل تولید کنند. جدیدترین آن‌ها که معمولاً ژنراتورهای تاخیر پالس دیجیتال نامیده می شوند، با هر کانال نرخ تکرار متفاوت را ارائه می دهند. این ژنراتورهای تأخیر دیجیتالی در هماهنگ سازی، تاخیر و برانگیختن چندین دستگاه معمولا با توجه به یک رویداد مفید هستند. همچنین یکی می تواند زمان چندین کانال را بر روی یک کانال چند برابر کند تا بتواند چندین بار دستگاه را فعال کند.

## مولد سیگنال زمان‌بندی
مولد پالس ساعت زمان بندی(TSG)، مولدی است که توسط شبکه های ارائه دهنده خدمات اینترنتی اغلب به عنوان منبع زمانبندی یکپارچه ساختمان(BITS) مورد استفاده قرار می گیرد. سیستم های سوئیچینگ دیجیتالی و برخی از سیستم های انتقال (به عنوان مثال SONET) برای جلوگیری از بروز اختلالات به سیستمی برای هماهنگی‌ای قابل اعتماد و با کیفیت بالا نیاز دارند. بدین منظور بیشتر ارائه دهندگان از شبکه های همگام سازی متقابل بر اساس سلسله مراتب طبقه‌ای استفاده می کنند و از مفهوم BITS برای پاسخگویی به نیازهای هماهنگ درون سازمانی استفاده می کنند. TSG یکی از بخش های مولد سیگنال است که سیگنال های زمانبندی را می پذیرد و سیگنال های مرجع خروجی را تولید می کند. سیگنالهای مرجع ورودی می توانند سیگنالهای DS1 یا کامپوزیت (CC) باشند و سیگنال های خروجی نیز می توانند سیگنال‌های DS1 یا CC (یا هر دو) باشند. TSG از شش مولفه ذکر شده در زیر تشکیل شده است:
1. رابط ورودی که سیگنال های ورودی DS1 یا CC را می پذیرد.
2. یک مولفه تولید سیگنال که سیگنال های زمانبندی مورد استفاده توسط بخش زمان‌بندی خروجی را ایجاد می کند.
3. یک جزء زمان‌بندی خروجی که از سیگنال های مولفه تولید سیگنال برای ایجاد سیگنال های خروجی DS1 و CC استفاده می کند.
4. یک مولفه نظارت بر عملکرد (PM) که عملکرد زمان بندی سیگنال های ورودی را کنترل می کند.
5. رابط هشدار دهنده که به سیستم کنترل زنگ هشدار مرکزی (CO) متصل می شود.
6. رابط کاربری برای استفاده‌ی کاربر و ارتباط از راه دور با سیستم های دیگر.